# Kleinkastell Windlücke
Das Kleinkastell Windlücke war ein römisches Grenzkastell an der älteren Odenwaldlinie des Neckar-Odenwald-Limes.

## Lage

Lage des Kastells
zur Zeit der RLK um 1895

Durch die Grabungen der RLK 1895 ermittelter Grundriss des Kastells

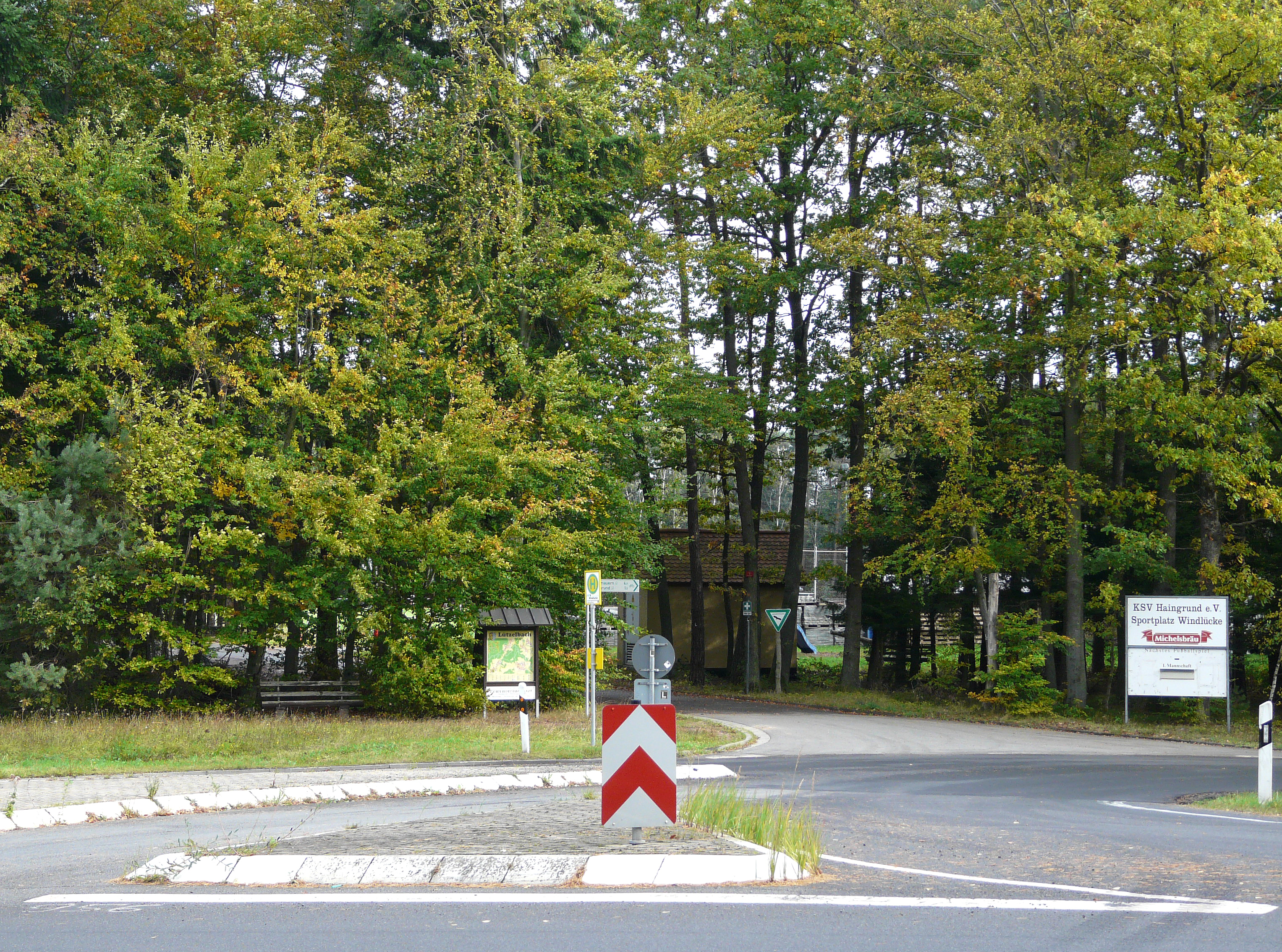
Heutiger Pass der L 3106

Das heutige Bodendenkmal befindet sich auf einem Gebirgssattel innerhalb eines ausgedehnten Waldstückes zwischen den Lützelbacher Ortsteilen Breitenbrunn und Haingrund. Es liegt dort unmittelbar nördlich der Landesstraße 3106, westlich des heutigen Sportplatzes. Der Sattel, der heute von der L 3106 als Pass genutzt wird, dürfte auch in antiker Zeit einen nicht unbedeutenden Gebirgsübergang dargestellt haben, zu dessen Überwachung das Kastell gedient haben wird.

## Forschungsgeschichte
Schon Ende des 18./Anfang des 19. Jahrhunderts hatte Johann Friedrich Knapp im Auftrag des Grafen Franz I. zu Erbach-Erbach Ausgrabungen an dem Kastell durchgeführt. Weitere Untersuchungen folgten in der zweiten Hälfte des 19. Jahrhunderts durch Gustav Dieffenbach und Robert Schäfer im Auftrag des Gesamtvereins der deutschen Geschichts- und Altertumsvereine sowie 1888 durch Friedrich Kofler im Auftrag des Historischen Vereins für das Großherzogtum Hessen. 1895 schließlich erfolgte die Ausgrabung durch die Reichs-Limeskommission (RLK).

## Befunde
Die Ausgrabungen der RLK ergaben, dass es sich bei dem Kleinkastell Windlücke um ein annähernd quadratisches Steinkastell handelte, das mit einer Seitenlänge von etwa 13,5 Metern eine Fläche von rund 180 Quadratmetern bedeckte. Bei einer Mauerstärke von einem Meter sprang das 70 Zentimeter tief in den Boden reichende Fundament beidseitig um 25 bis 44 Zentimeter vor. Das einzige Tor – mit einer Durchgangsbreite von 2,32 Meter – war nach Osten, zur nur 27 Meter entfernten Grenzpalisade hin ausgerichtet. Ein Befestigungsgraben war nicht vorhanden. Das Kleinkastell Windlücke dürfte einer Besatzung von maximal 20 Mann Platz geboten haben. Heute ist im Gelände nichts mehr zu erkennen, jedoch wurde der ehemalige Kastellplatz mit Infotafeln ausgewiesen.

Detailaufnahme des Kastelltores durch die RLK (1895)
Aufsicht und Profil der Umfassungsmauer (1895)
Palisadengraben des Limes beim Kleinkastell Windlücke (Grabung 1895)
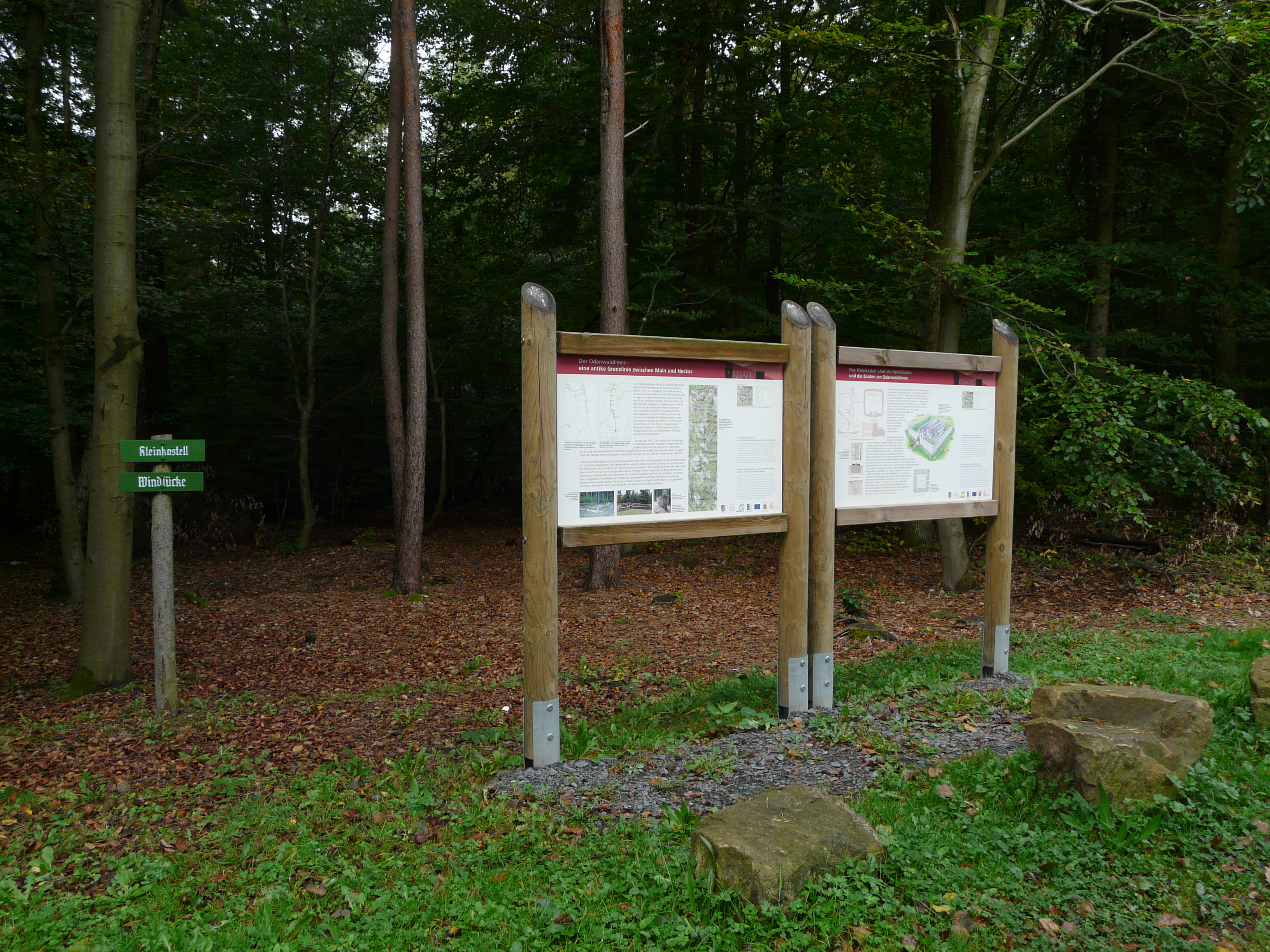
Infotafeln am ehemaligen Kastellplatz (Situation Oktober 2009)

## Limesverlauf zwischen dem Kleinkastell Windlücke und dem Kastell Hainhaus
Vom Kleinkastell Windlücke aus zum südlich folgenden Kastell Hainhaus hin verläuft der Limes ausschließlich durch bewaldetes Gelände und steigt dabei kontinuierlich um insgesamt 120 Höhenmeter an.
| ORL      | Name/Ort               | Beschreibung/Zustand |
| -------- | ---------------------- | --- |
| KK       | Kleinkastell Windlücke | siehe oben |
| Wp 10/10 | „In der Klinge“        | Gut sichtbare und teilrekonstruierte Turmstelle aus einem Stein- und zwei Holzturmhügeln. Der quadratische Steinturm besaß eine Seitenlänge von 5,25 Meter, die Mauerstärke betrug 80 cm. Der nördliche Holzturm befand sich auf einem Trockenmauerfundament, das bei einer Stärke von 75 Zentimeter ebenfalls über eine Seitenlänge von 5,25 Meter verfügte. Er war von einem Ringgraben umgeben, der bereits zur Zeit der Reichs-Limeskommission schon stark eingeebnet war. Die Konstruktionsmerkmale des südlichen Holzturms entsprachen denen des nördlichen. Umgeben war er von einem zum Teil über zwei Meter tiefen Ringgraben, dessen Durchmesser (Außenrand) 26 Meter betrug (Sohle-Sohle: 16,90 Meter). - Grundriss und Details der Turmstellen von Wp 10/10 - Nördlicher Holzturm (Zustand Oktober 2009) - Wp 10/10 Südlicher Holzturm (Zustand Oktober 2009) - Wp 10/10 Steinturm (Zustand Oktober 2009) |
| Wp 10/11 | „Auf der Sellenplatte“ | Konserviertes Steinturmfundament und gut erhaltene Holzturmstelle. Der heute konservierte, quadratische Steinturm verfügte über eine Seitenlänge von 5,10 Meter, die Fundamente sprangen 30 cm weit vor. Der unmittelbar südlich des Steinturms befindliche, nicht ausgegrabene Holzturmhügel besitzt einen Durchmesser von 18 Meter. Der Steinturm wurde 1986 erneut ausgegraben, seine Grundmauern wurden konserviert und rekonstruiert. - Holzturm (Zustand Oktober 2009) - Steinturm (Zustand Oktober 2009) - Details des Steinturms (Aufnahme durch die RLK) - Details des Steinturms (Zustand Oktober 2009) |
| Wp 10/12 | „In den Dickhecken“    | Eine Holzturmstelle mit einem Ringgraben (Außendurchmesser 22 Meter, Sohle-Sohle 16 Meter) und eine stark zerstörte Steinturmstelle. Beide wurden nicht archäologisch untersucht, sondern nur aufgrund der Erdoberflächenbeschaffenheit festgestellt. - Wp 10/12 Steinturmstelle im Vorder-, Holzturmstelle im Hintergrund - Wp 10/12 rechts die Holzturm-, links die Steinturmstelle - Wp 10/12 Holzturmstelle - Wp 10/12 Steinturmstelle |
| Wp 10/13 | „In den Erlen“         | Flacher Holzturmhügel mit einem Graben von 18 Meter Durchmesser. Der heute noch sichtbare Hügel wurde nicht ausgegraben, ein Steinturm konnte nicht festgestellt werden. - Limeswanderweg zwischen Wp 10/12 und 10/13 - Limeswanderweg zwischen Wp 10/12 und 10/13 - Limeswanderweg zwischen Wp 10/12 und 10/13 - Wp 10/13 |
| ORL 47   | Kastell Hainhaus       | siehe Hauptartikel Kastell Hainhaus |

## Denkmalschutz
Das Kleinkastell Windlücke und die anschließenden Limesbauwerke sind  Bodendenkmale nach dem Hessischen Denkmalschutzgesetz. Nachforschungen und gezieltes Sammeln von Funden sind genehmigungspflichtig, Zufallsfunde an die Denkmalbehörden zu melden.